# Гетнер, Адольф Христофорович
Адольф Христофорович Гетнер (бел. Адольф Хрыстафоравіч Гетнер; 8 января 1887, Добленский уезд, Курляндская губерния — 1938) — политический деятель Белорусской Советской Социалистической Республики (БССР).

## Биография
Окончил Митовское училище. В 1917 году участвовал в Октябрьской революции в Смоленске. В 1918—1919 гг. был народным комиссаром юстиции, член ЦК КП (б) Литовско-Белорусской Советской Социалистической Республики. С 1920 член Минского обкома, затем заведующий общим отделом, председатель Контрольной комиссии КП (б), генпрокурор, затем нарком юстиции БССР и зампредседатель СНК БССР. С 1922 по 1923 год занимал должность председателя Минского горисполкома. С 1923 года председатель исполкома Минского городского совета. С 1925 года — секретарь Шкловского РК КП (б) Б, с 1933 года — председатель Могилёвской окружной контрольной комиссии КП (б). Член ЦИК БССР и её президиумов (1921—1924), член ЦК КП (б) (1919—1924). Арестован НКВД в конце 1937, и расстрелян в 1938 году. Реабилитирован[когда?].